# Asaramanitra Ratiarison
Asaramanitra Ratiarison, née le 7 janvier 1988 à Antananarivo, est une judokate malgache évoluant dans la catégorie des moins de 48 kg, plusieurs fois sur le podium aux championnats d'Afrique, sélectionnée pour les jeux olympiques d'été de 2016 et porte-drapeau de la délégation malgache. Ceinture noire 3ème Dan.

## Biographie
Asaramanitra commence le judo à l’âge de six ans à Antananarivo, au Judo Club ESCA. Encore junior, elle est surclassée en senior à l'occasion des tournois internationaux  TIMOR et du TIRUN où elle obtient deux médailles d'argent. Puis elle participe aux championnats d'Afrique junior où elle décroche le bronze en 2005 à Tunis.
En 2006, elle obtient, lors de l'Open d'Afrique Kurash et l'open d'Afrique du Sud, deux médailles d'or au cou et un trophée de « meilleure combattante » du tournoi Kurash. La même année, elle obtient deux médailles d’argent aux championnats d’Afrique Junior et championnats d’Afrique universitaire à Johannesbourg. 
Elle est nommée « sportive de l’année 2006 » par le journal malgache Midi Madagascar et reçoit le trophée Izy ilay mahery 2006 organisé par MaTV. Junior toujours, elle est sélectionnée pour combattre avec les seniors aux Jeux des îles de l'océan Indien 2007, à Antananarivo. Elle y obtient une médaille d’argent en individuel et une médaille d’or par équipe.
Quatre ans plus tard, aux Jeux des îles de l'océan Indien 2011 aux Seychelles, elle rentre avec deux médailles d’argent. 
Elle obtient à quatre reprises sur quatre compétitions continentales successives la médaille de bronze aux championnats d'Afrique de judo, en 2013, 2014, 2015 et 2016. 
En 2013, elle remporte la médaille d'argent au Tournoi international de Noisy Le Grand et une médaille de bronze au Tournoi international de Laval. Puis, une médaille de bronze à l’African Open de Maurice en 2014.
Pas complètement remise d’une luxation du coude qui la tient éloignée des tatamis pour les Jeux des îles de l'océan Indien 2015, elle représente l'île en -48 kg aux championnats du monde afin de rester en lice dans la perspective des Jeux olympiques de Rio. Elle perd en 1/8 ème de finale. 
Elle participe à plusieurs compétitions internationales telles que : Grand slam de Paris, Grand Prix, Universiade, .....
Aux jeux olympiques d'été de 2016, elle est désignée porte-drapeau de la délégation sportive malgache. Mais elle se fait éliminer en poule par la Cubaine Dayaris Mestre..